# Punto de ramificación

Un gráfico de la parte imaginaria de valores múltiples de la función de logaritmo complejo, que muestra las ramas. A medida que un número complejo z gira alrededor del origen, la parte imaginaria del logaritmo sube o baja. Esto hace que el origen sea un "punto de ramificación" de la función

En el campo matemático del análisis complejo, un punto de ramificación (o también punto de bifurcación) de una función multivaluada (generalmente denominada "multifunción" en el contexto del análisis complejo) es un punto en el que la función es discontinua cuando se recorre un circuito arbitrariamente pequeño alrededor de este punto.[cita requerida] Las funciones de valores múltiples se estudian rigurosamente utilizando superficies de Riemann, y la definición formal de puntos de ramificación emplea este concepto.
Los puntos de ramificación se dividen en tres categorías amplias: puntos de ramificación algebraicos, puntos de ramificación trascendentales y puntos de ramificación logarítmica. Los puntos de ramificación algebraicos surgen con mayor frecuencia de funciones en las que existe una ambigüedad en la extracción de una raíz, como resolver la ecuación w2 = z para w como una función de z. Aquí, el punto de ramificación es el origen, porque la extensión analítica de cualquier solución alrededor de un recorrido cerrado que contenga el origen dará como resultado una función diferente: se da monodromía no trivial. A pesar de la existencia de un punto de ramificación algebraica, la función w está bien definida como una función de valores múltiples, y en un sentido apropiado, es continua en el origen. Esto contrasta con los puntos de ramificación logarítmicos y trascendentales, es decir, los puntos en los que una función de valores múltiples tiene una monodromía no trivial y una singularidad esencial. En teoría de funciones geométricas, el uso no calificado del término "punto de bifurcación" normalmente significa el tipo anterior más restrictivo: los puntos de bifurcación algebraicos. En otras áreas del análisis complejo, el término no calificado también puede referirse a los puntos de ramificación más generales de tipo trascendental.

## Álgebra
Sea Ω un conjunto abierto conexo en el plano complejo C y ƒ:Ω → C una función holomorfa. Si ƒ no es constante, entonces el conjunto de puntos críticos de ƒ, es decir, los ceros de la derivada ƒ' (z), no tiene un punto de acumulación en Ω. Así que cada punto crítico z0 de ƒ se encuentra en el centro de un disco B(z0, r) que no contiene ningún otro punto crítico de ƒ en su cierre.
Sea γ el límite de B(z0, r), tomado con su orientación positiva. El índice de ƒ(γ) con respecto al punto ƒ(z0) es un número entero positivo llamado índice de ramificación de z0. Si el índice de ramificación es mayor que 1, entonces z0 se denomina punto de ramificación de ƒ, y el correspondiente valor crítico ƒ(z0) se llama un punto de ramificación (algebraico). De manera equivalente, z0 es un punto de ramificación si existe una función holomórfica φ definida en una vecindad de z0 tal que ƒ(z) = φ(z) (z & minus; z0)k para algún entero positivo k > 1.
Normalmente, ƒ no tiene interés por sí misma, sino su función inversa. Sin embargo, la inversa de una función holomórfica en la vecindad de un punto de ramificación no existe correctamente, por lo que es obligado definirla en un sentido de múltiples valores como función analítica global. Esta es una denominación ambigua, que se refiere a un punto de ramificación w0 = ƒ(z0) de ƒ como un punto de ramificación de la función analítica global ƒ−1. Son posibles definiciones más generales de puntos de bifurcación para otros tipos de funciones analíticas globales de valores múltiples, como las que se definen implícitamente. A continuación se proporciona un marco unificador para tratar con tales ejemplos en el lenguaje de las superficies de Riemann. En particular, en esta imagen más general, los polos de orden mayor que 1 también se pueden considerar puntos de ramificación.
En términos de la función analítica global inversa ƒ−1, los puntos de ramificación son aquellos puntos alrededor de los cuales hay monodromía no trivial. Por ejemplo, la función ƒ(z) = z2 tiene un punto de ramificación en z0 = 0. La función inversa es la raíz cuadrada ƒ−1(w) = w1/2, que tiene un punto de ramificación en w0 = 0. De hecho, dando la vuelta al recorrido cerrado w = eiθ, se comienza en θ = 0 y ei0/2 = 1. Pero después de dar la vuelta al bucle hasta θ = 2π, se tiene que e2πi/2 = −1. Por lo tanto, existe monodromía alrededor de este bucle que encierra el origen.

## Puntos de ramificación trascendental y logarítmica
Supóngase que g es una función analítica global definida en una corona circular alrededor de z0. Entonces g tiene un punto de ramificación trascendental si z0 es una singularidad esencial de g tal que la extensión analítica de un elemento de la función una vez alrededor de una curva cerrada simple que rodea el punto z0 produce un elemento de la función diferente.
Un ejemplo de un punto de ramificación trascendental es el origen de la función multivalor
{\displaystyle g(z)=\exp \left(z^{-1/k}\right)\,}
para algún número entero k > 1. Aquí, el grupo de monodromía para un circuito alrededor del origen es finito. La continuación analítica alrededor de k circuitos completos devuelve la función al original.
Si el grupo de monodromía es infinito, es decir, es imposible volver al elemento de función original mediante la continuación analítica en una curva con un número de devanado distinto de cero alrededor de z0, entonces el punto z0 se llama un punto de ramificación logarítmica. Esto se llama así porque el ejemplo típico de este fenómeno es el punto de ramificación del logaritmo complejo en el origen. Yendo una vez en sentido antihorario alrededor de una curva cerrada simple que rodea el origen, el logaritmo complejo se incrementa en 2πe. Rodeando un bucle con un número de espiras w, el logaritmo se incrementa en 2πi w y el grupo de monodromía es el grupo cíclico infinito {\displaystyle \mathbb {Z} }.
Los puntos de ramificación logarítmica son casos especiales de puntos de ramificación trascendentales.
No existe una noción correspondiente de ramificación para los puntos de ramificación trascendentales y logarítmicos, ya que la superficie de Riemann de cobertura asociada no puede continuar analíticamente hasta una cobertura del punto de ramificación en sí mismo. Por lo tanto, estas cubiertas siempre están desramificadas.

## Ejemplos
- 0 es un punto de ramificación de la función raíz cuadrada. Supóngase que w = z1/2, y z comienza en 4 y se mueve en un circunferencia de radio 4 en el plano complejo centrado en 0. La variable dependiente w cambia dependiendo de z de manera continua. Cuando z ha realizado una circunferencia completa, pasando de 4 a 4 nuevamente, w habrá formado un semicírculo, yendo de la raíz cuadrada positiva de 4, es decir, de 2, a la raíz cuadrada negativa de 4, es decir, −2.
- 0 también es un punto de bifurcación del logaritmo natural. Dado que e0 es lo mismo que e2πi, tanto 0 como 2πe se encuentran entre los múltiples valores de ln(1). A medida que z se mueve en un círculo de radio 1 centrado en 0, w = ln (z) va de 0 a 2πe.
- En trigonometría, dado que tan (π/4) y tan (5π/4) son ambas iguales a 1, los dos números π/4 y 5π/4 están entre los múltiples valores de arctan (1). Las unidades imaginarias i y −i son puntos de ramificación de la función arcotangente, arctan (z) = (1/2e) log [(i & minus; z)/(i + z)]. Esto puede verse observando que la derivada (d/dz) arctan (z) = 1/(1 + z2) tiene polos simples en esos dos puntos, ya que el denominador es cero en esos puntos.
- Si la derivada ƒ ' de una función ƒ tiene un polo simple en un punto a, entonces ƒ tiene un punto de ramificación logarítmico en a. Lo contrario no es cierto, ya que la función ƒ(z)=zα para α irracional tiene un punto de ramificación logarítmico, y su derivada es singular sin ser un polo.

## Cortes de rama
En términos generales, los puntos de ramificación son los puntos donde se unen las distintas hojas de una función de valor múltiple. Las ramas de la función son las distintas hojas de la función. Por ejemplo, la función w = z1/2 tiene dos ramas: una en la que la raíz cuadrada viene con un signo más y la otra con un signo menos. Un corte de rama es una curva en el plano complejo de manera que es posible definir una única rama analítica de una función de valores múltiples en el plano menos esa curva. Los cortes de rama se toman generalmente, pero no siempre, entre pares de puntas de rama.
Los cortes de rama permiten trabajar con una colección de funciones de un solo valor, pegadas juntas en el corte de rama en lugar de una función de varios valores. Por ejemplo, para hacer que la función
{\displaystyle F(z)={\sqrt {z}}{\sqrt {1-z}}\,}
de valor único, se realiza un corte de rama en el intervalo [0, 1] en el eje real, conectando los dos puntos de rama de la función. La misma idea se puede aplicar a la función √z; pero en ese caso se tiene que notar que el punto en el infinito es el otro punto de ramificación apropiado para conectarse desde 0, por ejemplo en todo el eje real negativo.
El dispositivo de corte de ramas puede parecer arbitrario (y lo es); pero es muy útil, por ejemplo, en la teoría de funciones especiales. Una explicación invariante del fenómeno de la rama se desarrolla en la teoría de superficies de Riemann (de la que históricamente es el origen), y más generalmente en la teoría de ramificación y monodromía de funciones algebraicas y ecuaciones diferenciales.

### Logaritmo complejo
El ejemplo típico de un corte de rama es el logaritmo complejo. Si un número complejo se representa en forma polar z = reiθ, entonces el logaritmo de z es
{\displaystyle \ln z=\ln r+i\theta .\,}
Sin embargo, existe una ambigüedad obvia al definir el ángulo θ: agregar a θ cualquier múltiplo entero de 2π producirá otro ángulo posible. Una rama del logaritmo es una función continua L(z) que da un logaritmo de z para todo z en un conjunto abierto conectado en el plano complejo. En particular, existe una rama del logaritmo en el complemento de cualquier rayo desde el origen hasta el infinito: una rama cortada. Una opción común de corte de rama es el eje real negativo, aunque la elección es en gran medida una cuestión de conveniencia.
El logaritmo tiene una discontinuidad con un salto de 2πi al cruzar el corte de la rama. El logaritmo se puede hacer continuo pegando un número countable de copias, llamadas hojas, del plano complejo en el corte de la rama. En cada hoja, el valor del registro difiere de su valor principal en un múltiplo de 2πi. Estas superficies están pegadas entre sí en el corte de la rama de una manera única para hacer que el logaritmo sea continuo. Cada vez que la variable gira alrededor del origen, el logaritmo se mueve a una rama diferente.

### Continuo de polos
Una razón por la que los cortes de rama son características comunes del análisis complejo es que un corte de rama puede considerarse como una suma de infinitos polos dispuestos en una línea en el plano complejo con residuos infinitesimales. Por ejemplo,
{\displaystyle f_{a}(z)={1 \over z-a}}
es una función con un polo simple en z = a. Integrando sobre la ubicación del poste:
{\displaystyle u(z)=\int _{a=-1}^{a=1}f_{a}(z)\,da=\int _{a=-1}^{a=1}{1 \over z-a}\,da=\log \left({z+1 \over z-1}\right)}
define una función u(z) con un corte de −1 a 1. El corte de la rama se puede mover, ya que la línea de integración se puede desplazar sin alterar el valor de la integral siempre que la línea no pase por el punto z.

## Superficies de Riemann
El concepto de un punto de ramificación se define para una función holomórfica ƒ:X → Y desde una superficie de Riemann X compacta conexa a una superficie de Riemann compacta Y (generalmente, la esfera de Riemann). A menos que sea constante, la función f será una aplicación recubridora en su imagen en todos los puntos excepto en un número finito. Los puntos de X donde ƒ deja de ser un recubrimiento son los puntos de ramificación de ƒ, y la imagen de un punto de ramificación bajo ƒ también se llama punto de ramificación.
Para cualquier punto P ∈ X y Q = ƒ(P) ∈ Y, existen holomorfismos en coordenadas locales z para X cerca de P y w para Y cerca de Q en términos de los que la función ƒ(z) es dada por
{\displaystyle w=z^{k}}
para algún número entero k. Este número entero se llama índice de ramificación de P. Por lo general, el índice de ramificación es uno. Pero si el índice de ramificación no es igual a uno, entonces P es por definición un punto de ramificación y Q es un punto de ramificación.
Si Y es solo la esfera de Riemann, y Q está en la parte finita de Y, entonces no es necesario seleccionar coordenadas especiales. El índice de ramificación se puede calcular explícitamente a partir de la fórmula integral de Cauchy. Sea γ un bucle rectificable simple en X alrededor de P. El índice de ramificación de ƒ en P es
{\displaystyle e_{P}={\frac {1}{2\pi i}}\int _{\gamma }{\frac {f'(z)}{f(z)-f(P)}}\,dz.}
Esta integral es el número de veces que ƒ(γ) se enrolla alrededor del punto Q. Como arriba, P es un punto de ramificación y Q es un punto de ramificación si eP > 1.

## Geometría algebraica
En el contexto de la geometría algebraica, la noción de puntos de ramificación se puede generalizar a asignaciones entre curvas algebraicas arbitrarias. Sea ƒ:X → Y un morfismo de curvas algebraicas. Transformando funciones racionales en Y a funciones racionales en X, K(X) es una extensión de cuerpos de K(Y). El grado de ƒ se define como el grado de esta extensión de campo [K (X):K(Y)], y se dice que ƒ es finito si el grado es finito.
Supóngase que f es finito. Para un punto P ∈ X, el índice de ramificación eP se define de la siguiente manera. Sea Q = ƒ(P) y sea t un parámetro uniformizante local en P; es decir, t es una función regular definida en una vecindad de Q con t(Q) = 0 cuyo diferencial es distinto de cero. Sustituyendo t por ƒ se define una función regular en X. Luego
{\displaystyle e_{P}=v_{P}(t\circ f)}
donde vP es la evaluación en el anillo local de funciones regulares en P. Es decir, eP es el orden en el que {\displaystyle t\circ f} desaparece en P. Si eP > 1, entonces se dice que ƒ está ramificado en P. En ese caso, Q se denomina punto de ramificación.